# Smyrniopsis syriaca
Smyrniopsis syriaca är en flockblommig växtart som beskrevs av Pierre Edmond Boissier. Smyrniopsis syriaca ingår i släktet Smyrniopsis och familjen flockblommiga växter. Inga underarter finns listade i Catalogue of Life.